# Las Arenas de Arlés
La Arena de Arlés es un cuadro de Vincent van Gogh pintado en Arlés, en noviembre o diciembre de 1888, durante el período en que Paul Gauguin estaba viviendo con él en la La Casa Amarilla. La época de corridas de toros en Arlés comenzó aquel año el Domingo de Pascua (el 1 de abril) y acabó el 21 de octubre. El cuadro de Van Gogh no es, pues, hecho al momento, sino pintado de memoria. Gauguin motivó a Van Gogh que trabajase en el estudio de esta manera. Puede ser que el cuadro sea inacabado, ya que la capa de pintura es muy fina y se muestran parches de yute desnudo en algunos lugares.
Parece que miembros de la familia Roulin (presentes en otras obras del mismo autor) salen en este cuadro, y la mujer del vestido típico de Arlés tiene el perfil de Madame Ginoux.
Unas semanas después de pintar este lienzo, por la Navidad de 1888, Van Gogh se cortó parte de su propia oreja. Una de las muchas teorías sobre este notorio incidente es que las corridas de toros (o "juegos de toros" como se les llamaba en Arlés) causaron una gran impresión en Van Gogh, en particular la costumbre de cortar una oreja de un toro derrotado. El torero victorioso volto al ruedo mostrando este premio a la multitud, antes de presentar a una dama de su elección. Hay dudas de si los toros eran matados siguiendo esta moda en Arlés en la época de Vincent van Gogh.